# Joan Pascual i Valls

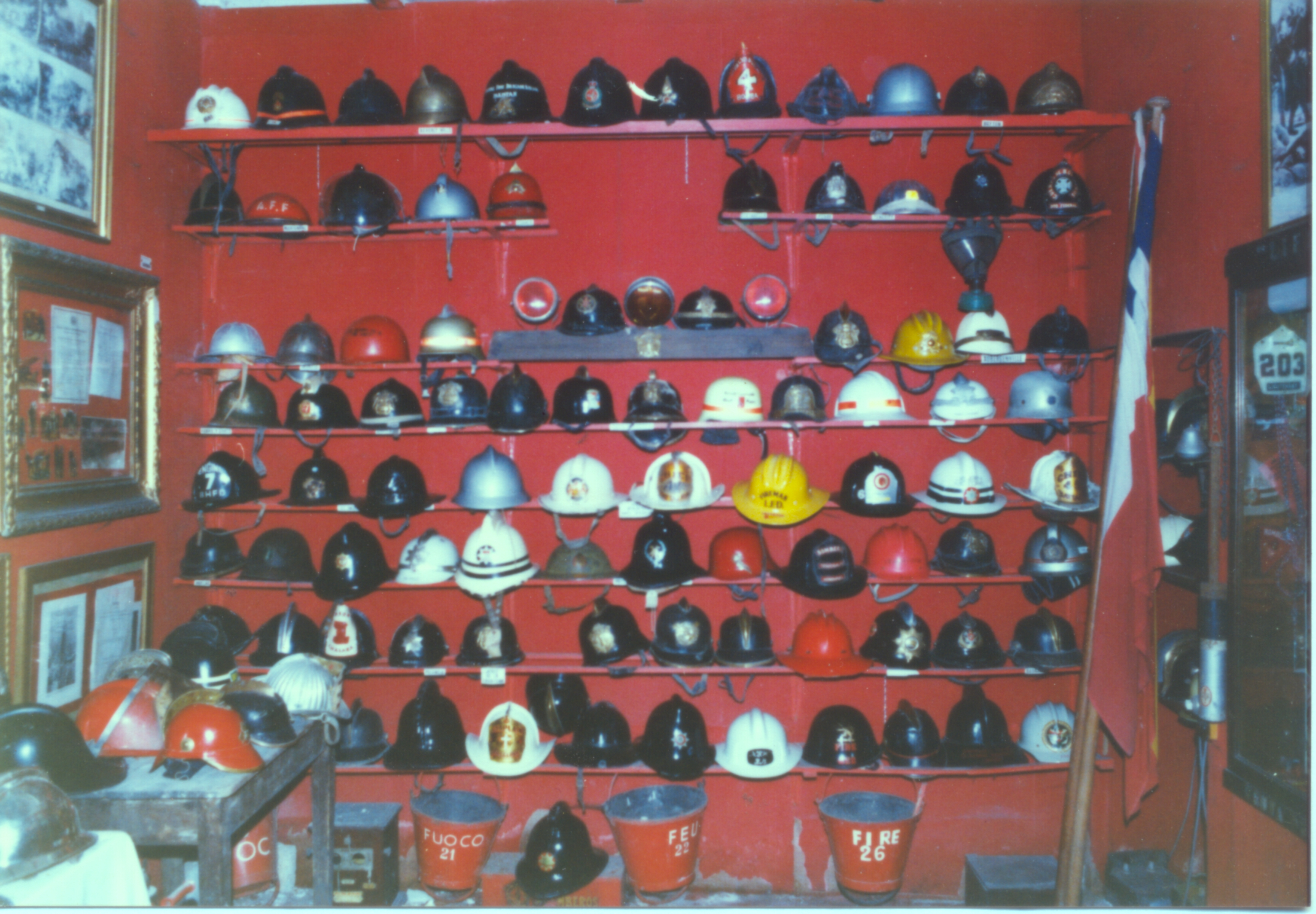
Vista parcial del museu de cascs de bombers

Joan Pascual i Valls   (Barcelona, 6 de juny de 1931 - Barcelona, 1 de novembre de 2000) fou un periodista, cuiner i un apassionat pels bombers català. Creà el Museu de cascs de bombers a Barcelona, fundà els Bombers Juvenils Catalans, i fou cap de Relacions Exteriors de Bombers de la Generalitat de Catalunya.

## Biografia

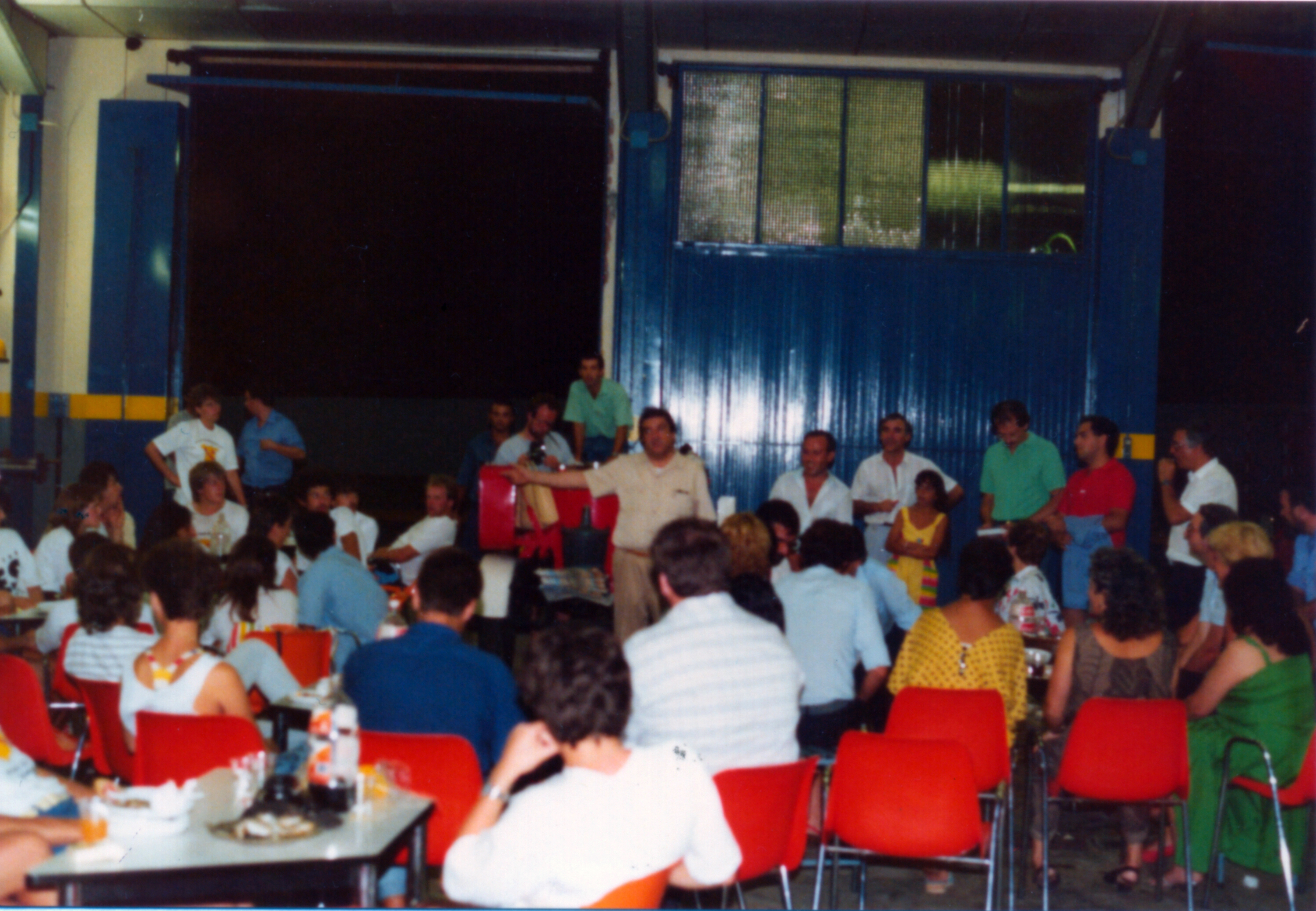
Joan Pascual fent un parlament a la trobada de bombers juvenils. Pineda de Mar, estiu 1986

Joan Pascual i Valls va regentar el restaurant familiar 'Can Joanet', al passeig Nacional (ara Joan de Borbó) de Barcelona, al barri de la Barceloneta. Atret per tot el que estigués relacionat amb els bombers, de jove va començar a fer reproduccions en fusta de vehicles de bombers en miniatura, fins que el novembre de 1967 li van regalar un casc de Bombers de Barcelona. Això li va donar la idea de col·leccionar cascs de bombers. Va començar a demanar per correu cascos a cossos de bombers de tot el món, i li enviaven o li portaven personalment. Així va crear un Museu de cascs de bombers al soterrani del seu restaurant. Va arribar a col·leccionar prop de 500 cascs.
El 8 de març de 1973, dia del patró dels bombers, l'Ajuntament de Barcelona va entregar a Joan Pascual una medalla honorífica per la seva entusiasta col·laboració durant molts anys amb els bombers de la ciutat.
El 1981 va ingressar al Cos de Bombers de la Generalitat de Catalunya, on realitzà tasques com a responsable dels bombers juvenils, que ell havia fundat agafant la idea dels bombers alemanys; posteriorment fou responsable d'Informació, facilitant a la premsa i ràdio la informació dels serveis efectuats; i professor de l'Escola de Bombers de Catalunya, a l'ISPC. Fou cap honorari del cos de bombers dels EUA i suboficial de Sapeurs Pompiers de França.

## Can Joanet
Joan Pascual i Senserric, pare del Joan Pascual i Valls, va obrir el restaurant Can Joanet el 1888, de cara a l'Exposició Universal. Inicialment era una barraca a la que s'hi arribava per un camí de sorra a tocar de l'aigua, que va agafar fama ràpidament tant entre els pescadors com entre els senyorets que sortien del Liceu i s'hi arribaven a sopar amb els seus cotxes de cavalls. Durant la Guerra Civil espanyola es va traslladar per evitar els bombardejos, primer a la plaça del Teatre i després al carrer d'Enric Granados, on sovint era refugi d'antifeixistes. Després de la guerra les autoritats van suggerir castellanitzar el nom del restaurant a 'Casa Juanito', però l'amo s'hi negà i el va anomenar 'Restaurante del Puerto'.
A partir dels anys 1960, altre cop al passeig Nacional, i amb el nom original, en Joan Pascual i Valls regenta el restaurant. Es va fer bomber voluntari, i quan hi havia un incendi al port en Pascual i els seus sortien ràpidament per a proveir els bombers d'entrepans i begudes. Va tenir clients famosos, com Mario Cabré, Marcos Redondo i Robert Taylor, així com gent interessada en veure el museu de cascos de bomber que tenien al celler. El restaurant va tancar el 1992.

## Publicacions
- El 1981 va fer el guió d'una auca que va publicar la Caixa de Catalunya, per a divulgar mesures de protecció contra incendis.[10]
- El 1998 va publicar el llibre Cosas de bomberos, relatant anècdotes viscudes pels bombers.[11]
- El 2000 va ser coautor del llibre Les mil cares del foc.[8]
- Va publicar diversos llibres i articles sobre la problemàtica dels incendis i accidents al món. Va fer recerca sobre temes de prevenció d'incendis i va crear una hemeroteca pròpia sobre la temàtica dels focs i els desastres a nivell mundial.[8]